# Armelle Iost
Armelle Iost, née le 18 septembre 1966, est une judokate française évoluant dans la catégorie des moins de 56 kg.

## Biographie
Aux Championnats d'Europe par équipes de judo, elle est médaillée d'or en 1992 et médaillée de bronze en 1988. Au niveau national, elle est sacrée championne de France en 1991.
Elle est diplômée de kinésithérapie en 1993.
En 2021, elle est élue au sein du comité directeur chargé du jujitsu à la Fédération française de judo.